# Бріолін (фільм)
«Бріолін» (англ. Grease) — американська музична романтична комедія 1978 року, знята Рендалом Клейзером (його повнометражний режисерський дебют) за сценарієм Бронте Вударда та адаптацією співпродюсера Аллена Карра. Фільм є екранізацією однойменного бродвейського мюзиклу Джима Джейкобса і Воррена Кейсі, що розповідає про життя американської молоді.
Цей фільм зробив Джона Траволту і Олівію Ньютон-Джон кінозірками та став одним з голлівудських фільмів, що стали прикладом класичного кінематографу. У 2006 році був занесений до списку найкращих американських фільмів-мюзиклів за версією Американського інституту кіномистецтва.
Сиквел, «Бріолін 2», вийшов у 1982 році, з Максвеллом Колфілдом і Мішель Пфайффер у головних ролях, які представляли новий клас "підмазувачів". Мало хто з оригінальних акторів повернувся до своїх ролей. Станом на 2023 рік, короткочасний телесеріал-приквел «Бріолін: Повстання рожевих леді» дебютував на телеканалі Paramount+, а фільм-приквел під назвою «Кохання влітку» наразі перебуває у виробництві.

## Сюжет
Кінофільм розповідає про життя мажора Денні Зуко (Джон Траволта) та австралійської студентки-переселенки Сенді Олссон (Олівія Ньютон-Джон), які відчувають потяг одне до одного під час літнього роману. Герої Траволти і Ньютон-Джон закохуються, розходяться і знову знаходять один одного. У фільмі показана Америка 1950-х років, де ще нема ні нафтових криз, ні війни у В'єтнамі, ні панк-року, переважають довгі авто з відкритим верхом, волосся укладене «Бріоліном», а білі шкарпетки — взагалі не ознака поганого смаку. Всюди царює атмосфера нестримного оптимізму і благополуччя. Що робити молодим людям в таких умовах? Співати, танцювати й кохати!

## Зйомки фільму
Режисер Рендал Клейзер дозволив собі численні вільності з оригінальним матеріалом, зокрема, переніс місце дії з урбаністичного Чикаго (на базі середньої школи Вільяма Говарда Тафта), як це було в оригінальному мюзиклі, до більш приміської місцевості, що відображає його власні підліткові роки у середній школі Раднор у передмісті Філадельфії. Він мало контролював музичні аспекти фільму; його вибір музичної теми, композиції Чарльза Фокса і Пола Вільямса, був скасований, коли Роберт Стігвуд і Аллан Карр в останній момент замовили пісню у клієнта Стігвуда, Баррі Гібба.

## Нагороди та номінації
Фільм «Бріолін» вийшов на екрани США 16 червня 1978 року на кіностудії Paramount Pictures. Фільм мав успіх як у критиків, так і в комерційному плані, ставши найкасовішим музичним фільмом на той час.
Альбом саундтреків до фільму закінчив 1978 рік другим найбільш продаваним альбомом року в США, поступившись лише саундтреку до фільму 1977 року «Лихоманка суботнього вечора» 1977 року, в якому також знявся Траволта, а пісня «Hopelessly Devoted to You» була номінована на премію «Оскар» за найкращу оригінальну пісню на 51-й церемонії вручення нагород Американської кіноакадемії. 
Фільм також отримав п'ять номінацій на 36-ту церемонію вручення премії «Золотий глобус», зокрема за найкращий фільм – мюзикл чи комедія та дві номінації за найкращу оригінальну пісню, за пісні «Grease» та «You're the One that I Want».
У грудні 2020 року фільм внесений до Національного реєстру фільмів у Бібліотеці Конгресу США як «культурно, історично та естетично значущий фільм».

## Цікаві факти
- Саундтрек до фільму двадцять разів ставав платиновим.
- «Бріолін» — другий фільм після «Лихоманка суботнього вечора», в якому Траволта виконує всі танцювальні номери.